# Susan George (politologa)
Susan George, nata Vance Akers (Akron, 29 giugno 1934), è una politologa e attivista statunitense-francese, scrittrice sulla giustizia sociale mondiale, la povertà del Terzo Mondo, il sottosviluppo e l'indebitamento. È presidente dell'Istituto Transnazionale, un think-tank con sede ad Amsterdam. È una feroce critica delle politiche del Fondo Monetario Internazionale (FMI), della Banca Mondiale (IBRD) e ciò che lei chiama "modello di malsviluppo". Critica anche le politiche di rifome strutturali del Washington Consensus sullo sviluppo del Terzo Mondo. Nata negli Stati Uniti, risiede in Francia e ha la doppia cittadinanza dal 1994.

## Biografia
Nata Susan Vance Akers nel giugno 1934 ad Akron, Ohio, è l'unica figlia di Edith e Walter Akers,  episcopaliani che potevano far risalire la loro residenza negli Stati Uniti al 1632. Suo padre era un broker assicurativo e sua madre una casalinga e membro della Junior League. Nata durante la Grande depressione, è cresciuta in un ambiente privilegiato; aveva una bambinaia e prendeva lezioni di ballo, lezioni di musica e, in un YMCA, lezioni di nuoto. 
Dopo aver frequentato una scuola elementare pubblica e co-educativa, si è iscritta all'accademia preparatoria privata femminile. Ha affermato che la scuola dello stesso sesso "non mi ha reso una femminista. Era normale che le donne facessero qualunque cosa facessero gli altri. Le donne erano le esperte di sport. Le donne erano il cervello. Non eri in competizione con gli uomini. Anche nella mia epoca, non mi sono mai sentita particolarmente depressa come donna". Il padre di George ha incoraggiato tutti i suoi interessi, compresi quelli al di fuori del mondo della femminilità tradizionale, come la scienza e il baseball. 

## Carriera accademica
George era una studentessa eccezionale che sviluppò un forte interesse per la lingua francese e la cultura francese. Da adolescente ha scelto di frequentare lo Smith College, con il desiderio di studiare all'estero in Francia. Così, dopo la laurea in francese e filosofia presso lo Smith College, ha frequentato la Sorbona a Parigi ottenendo una laurea triennale in filosofia e poi anche il dottorato in scienze politiche presso l'università parigina.

### Attivismo contro la guerra
È diventata un'attivista politica in risposta alla guerra della Francia in Algeria e al coinvolgimento degli Stati Uniti in Vietnam. George ha detto che la guerra del Vietnam "è stata una sorta di porta per capire cosa potrebbe essere l'America, vale a dire qualcosa di abbastanza negativo, che non avevo capito affatto quando ho vissuto lì. Avevo accettato la solita propaganda". Nel 1967, entrò a far parte del Comitato Parigi-Americano per fermare la guerra (PACS), e nel 1969 divenne assistente del direttore di una ONG, l'American Center for Students and Artists, finendo ancor di più sotto la lente della CIA, che aveva già indagato sul PACS. Nel 1971 iniziò a collaborare con il Front Solidarité Indochine, un gruppo che organizzava in Francia conferenze e proteste contro la guerra. Poco dopo, il PACS è stato smantellato dal governo francese. Ha poi collaborato con i direttori dell'Institute for Policy Studies di Washington, per formare una nuova ONG dedicata alla giustizia sociale; nel 1973 questa ONG è diventata il Transnational Institute. 

### Attivismo contro la fame
Nel 1974 ha partecipato alla Conferenza mondiale sull'alimentazione a Roma, in Italia, ma è rimasta delusa dalla sua sensazione che i rappresentanti dell'agroindustria dominassero la situazione, affermando in un'intervista che "nessuno che contava ha preso in considerazione le vere ragioni della fame: il potere e il controllo nelle mani sbagliate". Nel 1976 fu pubblicato il suo primo libro: How the Other Half Dies: The Real Reasons for World Hunger. Nel 1984 ha contribuito all'organizzazione dell'Assemblea mondiale dell'alimentazione, un incontro tenutosi a Roma. 

### Coinvolgimento organizzativo
Dal 1990 al 1995 ha fatto parte del consiglio del gruppo di conservazione Greenpeace International, così come quello di Greenpeace France. George si è opposta all'accordo multilaterale sugli investimenti (MAI) proposto dall'OCSE negli anni '90, e agli sfortunati obiettivi del "Millennium Round" dell'Organizzazione mondiale del commercio a Seattle nel 1999. Sempre quell'anno ha partecipato al  Processo di Helsinki.  
Susan George è stata coinvolta nel World Social Forum sin dal suo inizio nel 2000 e nello spin-off European Social Forum. Sebbene fosse critica nei confronti della struttura iniziale dei forum e credesse che fosse necessaria più azione al di fuori dei forum per portare il cambiamento, ha applaudito i passi che hanno fatto per cambiare "il panorama politico". 
Nel 2004 ha sostenuto John Kerry alla presidenza USA. Ha fatto una campagna elettorale per Kerry in Pennsylvania, ma ha scritto in un articolo per OpenDemocracy:"Pensavamo tutti che [Kerry] avesse ottime possibilità, anche se tutti ammettevano che era difficile essere davvero entusiasti di lui... L'uomo non è l'uomo più carismatico che abbia mai camminato sulla terra, ma almeno non è un proto-fascista o un solitario, ed è quello che sembra - a parte un miracolo dell'ultimo minuto - essere bloccato. Con quattro anni liberi davanti a lui e nessuna rielezione di cui preoccuparsi, temo che Bush e gli orribili neo-con/neoliberisti intorno a lui ora andranno su tutte le furie. Possono continuare impunemente i loro attacchi alla Costituzione e sulle libertà faticosamente conquistate...". 
Per tutta la seconda metà degli anni 2000, George ha continuato ad apparire in pubblico, come partecipare alla conferenza Table of Free Voices del 2006, e apparire nel film documentario del 2008, The End of Poverty?. Nel 2006 è stata vicepresidente di ATTAC France (Associazione per la tassazione delle transazioni (finanziarie) a favore dei cittadini) e membro del consiglio scientifico. È stata insignita del titolo di presidente onorario nel 2008.  

## Vita privata
Durante la sua permanenza all'estero in Francia, ha incontrato l'avvocato francese Charles-Henry George, 12 anni più di lei, e in seguito si è trasferita in Francia per sposarlo nel 1956. Tre i figli.  Citando i suoi primi anni in Francia, ha detto di aver sentito nostalgia di casa "per le mie amiche, probabilmente, ma non per l'America, di per sé. Avevo fatto la mia scelta". Susan George ottenne la cittadinanza francese nel 1994. Nel 2002 morì Charles-Henry George.